# Lambacher Schweizer
Der Lambacher Schweizer ist eine seit 1946 in den Gymnasien zahlreicher deutscher Bundesländer und der Schweiz verwendete Schulbuchreihe zur Mathematik.

## Geschichte
Am 9. Mai 1946 schloss der Ernst Klett Verlag mit den Autoren Theophil Lambacher und Wilhelm Schweizer einen Vertrag über ein „Mathematik-Werk für Höhere Schulen, das in 1 Band für Buben und Mädchen für die Mittelstufe, in 1 Band für Buben für die Oberstufe und in 1 Band für Mädchen für die Oberstufe erschein[en]“ und „zum Schulbeginn Herbst 1946 vorliegen“ sollte.
Da die Alliierten ursprünglich eine Verlängerung der Grundschulzeit auf sechs Jahre anstrebten, begannen Lambacher und Schweizer im Sommer 1945 mit der Ausarbeitung eines Werkes für die Mittelstufe, nämlich eines Jahrgangsbandes für die Klasse 3 (heutige Klasse 7), der bereits 1946 fertiggestellt wurde. (Später gab es Jahrgangsbände nur für die Unterstufe, für die anderen Stufen wurde der Stoff in Themenbänden aufbereitet.) Die weiteren Bände der Mittelstufe, Teil 2 (Algebra) und Teil 3 (Geometrie) der Ausgabe Mathematik für die höhere Schule erschienen im Jahr 1947. Sie enthalten den jeweiligen Rest der Stoffgebiete bis Klasse 10. Es wurde dann auch bereits 1947 ein Jahrgangsband für die Klassenstufe 6 fertiggestellt, der Band für die Klasse 5 erschien erst später. Diese beiden Unterstufenbände wurden hauptsächlich von Karl Löffler bearbeitet. In beiden Bänden wurden Aufgaben aus dem Kölling-Löffler übernommen, an dessen grundsätzlichem Aufbau sich auch schon das Buch für die Klasse 7 orientiert hatte.
Die vier ersten Bände wurden jeweils in einer Auflagenhöhe zwischen 20.000 und 22.000 Exemplaren gedruckt. Die Nettopreise lagen zwischen 1,35 RM und 2,40 RM. Für die amerikanische Zone erhielt der Ernst Klett Verlag in Stuttgart die Lizenzen, für die französische Zone der Dr. Ehlers Verlag in Mainz.
Ab 1948 erschien die Reihe unter dem Titel Mathematisches Unterrichtswerk. Der Band für die Klassenstufe 7 wurde zu diesem Zeitpunkt bereits auf das Algebra- und das Geometrie-Buch der Mittelstufe aufgeteilt. Die Gesamtausgabe wurde jetzt in Teil I Unterstufe, Teil II Mittelstufe und Teil III Oberstufe gegliedert. Der ursprüngliche Band Unterstufe Teil 2 erschien nun als zweite Auflage in Teil I Unterstufe unter der Bezeichnung Rechnen und Raumlehre 2. Noch 1948 erschien dann auch der Band für die Klasse 5 unter der Bezeichnung Rechnen und Raumlehre 1.
In den folgenden Jahren verfasste Schweizer mit neuen Mitautoren die Bände Ebene Trigonometrie für die Mittelstufe, Analysis und Sphärische Trigonometrie für die Oberstufe. Die Analytische Geometrie wurde hauptsächlich von Walter Götz erarbeitet. Im Jahr 1952 war damit die erste Gesamtausgabe des Lambacher Schweizer fertiggestellt. Die ursprünglich nur für Württemberg gedachten Bücher wurden innerhalb weniger Jahre das meistbenutzte mathematische Unterrichtswerk an den höheren Schulen der Bundesrepublik.
1958 entschloss sich der Klett Verlag, das Werk neu herauszubringen, im Mehrfarben-Offsetdruck mit einem festen Einband. Die Anfang der 1960er Jahre auf den Markt gebrachte Reihe trug den Untertitel „Ausgabe B“ zur Unterscheidung von der alten Ausgabe. Herausgeber war nur noch Wilhelm Schweizer; Lambacher zog sich aus gesundheitlichen Gründen als Herausgeber zurück.
1966 wurden im Rahmen eines Lizenzvertrages mit dem kanadischen Verlag Lidec Inc. mehrere Bände ins Französische übersetzt.
Nachdem die Kultusministerkonferenz 1968 beschlossen hatte, spätestens im Schuljahr 1972/1973 in der Grundschule die Mengenlehre einzuführen, wurden die für die ersten beiden Jahre des Gymnasiums bestimmten Bände Rechnen und Raumlehre 1 und Rechnen und Raumlehre 2 von August Schmid und Karl Mütz neu bearbeitet. Mitte der 1970er Jahre wurde auch die Oberstufe neuen Entwicklungen angepasst; als so genannte „Themenhefte“ erschienen Analysis, Lineare Algebra und Analytische Geometrie sowie Wahrscheinlichkeitsrechnung und Statistik unter dem Dach des Lambacher Schweizer.
1978 wurde August Schmid neben Schweizer Mitherausgeber für die Neubearbeitung der so genannten „karierten“ Ausgabe, benannt nach den neuen Umschlägen der Bände.
Damit praktisch jedes Jahr ein Band erscheinen konnte, wurden zahlreiche neue Mitarbeiter gewonnen. 1993/94 ging man dann von der „karierten“ zur „grauen“ Ausgabe über. Ab 1993 wirkte Ingo Weidig als Mitherausgeber; er war vor allem für die Anpassung der verschiedenen Ausgaben an die Lehrpläne der einzelnen Bundesländer zuständig.
Aktuell gibt es neben einer Basisausgabe einzelne Ausgaben für die meisten Bundesländer, insgesamt rund 80 Bände, bearbeitet von ungefähr gleich vielen Autoren. Seit einigen Jahren gibt es den Lambacher Schweizer auch für berufliche Gymnasien und für Schulen, an denen die Fachhochschulreife erworben wird. In Mittel- und Südamerika wird eine spanische Übersetzung der Bände 5–10 der Thüringen-Ausgabe von der Deutschen Schule Colegio Andino Bogotá vertrieben. Auch die in Peru seit 2003 von Apoyo herausgegebenen Reihe Matemáticas para Todos baut auf Ausgaben des Lambacher Schweizer auf, ist aber keine wörtliche Übersetzung.